# Sistema de varredura mecânica
Um sistema de varredura mecânica ou sensor de varredura mecânica (em inglês: whisk broom scanner), é uma tecnologia para obter imagens de satélite com câmeras ópticas. É usado para sensoriamento remoto passivo do espaço. Em um sistema de varredura mecânica, um espelho percorre o caminho do satélite (rota no solo), refletindo a luz em um único detector que coleta dados um pixel por vez.

Visualização de como um sistema de varredura mecânica captura imagens. Os quadrados azuis escuros representam o subconjunto da área vista pelo sensor em um determinado momento e os quadrados azuis mais claros mostram áreas previamente escaneadas. O tamanho do subconjunto pode mudar entre um único pixel (um quadrado) ou um foco de luz (vários quadrados), mas o movimento permanece o mesmo.

As partes móveis tornam esse tipo de sistema caro e mais propenso a se desgastar, como no caso do Landsat 7. Sensores de varredura mecânica têm o efeito de interromper a varredura e focalizar o detector em uma parte da largura da faixa. Como o detector é focado apenas em uma subseção da faixa completa a qualquer momento, ele normalmente tem uma resolução mais alta do que um sensor de varredura eletrônica para o mesmo tamanho de faixa de varredura.
Todos os sensores da série de satélites Landsat usaram o sistema de varredura mecânica até o Landsat 8.